# 東明王陵
38°53′43.18″N 125°55′22.93″E / 38.8953278°N 125.9230361°E
東明王陵位於朝鲜首都平壤力浦區域的龍山，是高句麗的建國始祖東明王朱蒙的陵墓。高句麗是朝鮮半島歷史中幅員最廣大、存在時間最長的國家。當時的高句麗人崇拜建國始祖「東明王」，把他視為神，死後為他修築了宏偉堅固的陵墓，誠心祭祀他。
東明王陵本來位於「國內城」，即今日中國吉林省的集安市。高句麗建國之後，高句麗国力日益强盛，不斷向南方擴大領土。公元427年把首都遷移到平壤城時，原葬於國內城的東明王陵也遷葬於平壤。
由於朝鮮政府實行朝鮮民族文化遺產保存政策，在1993年5月改建此陵。

## 建築
- 現時的「東明王陵區」由「王陵」、「定陵寺」、「東明王陵改建紀念碑」和周邊的「遊園地」構成，佔地面積達220平方公頃。
- 整個「王陵區」可以分為「陵門區」、「祭堂區」和「墓區」。
- 陵門前院右側立著「東明王陵改建紀念碑」。門內是「祭堂區」，左側祭堂由前廳、走廊、祭室組成。祭堂牆上有有關高朱蒙誕生、宣佈高句麗國成立、高句麗的風俗、尚武風氣、高朱蒙出征、高句麗軍事威儀等20多個題材的近30幅壁畫。祭堂生動地表現了高句麗的建國史和它的威儀。
- 祭堂區右側有高麗明宗23年（公元1193年）刻上了高麗的著名詩人李奎報寫的「高句麗始祖東明聖王碑」和朝鮮世宗14年（公元1432年）立的「高句麗始祖東明王記績碑」。這些碑較詳細記述了與「東明王」的誕生、活動和逝世有關的內容及其年代。高句麗始祖東明聖王記績碑上記述了如下內容：『解慕漱之子朱蒙南下，在卒本建立高句麗國，製定官職。』，當時他22歲，時為距建此碑1708年前。可見高句麗建國是公元前277年。
- 經過「祭堂區」，拾級而登就是「墓區」，一眼望得見富有古典美的高句麗文武官雕像等各種「石雕」和雄偉的「王陵」。「王陵」外形為四角形，往上漸窄，呈去頭的四棱椎，墳頂為圓形。用大石塊築「基壇」，上面築了高碩的墳山。「基壇」一邊長32米，高11.5米。
- 陵前有球形石墊上的石製祭桌，左右立著象徵高句麗人勇敢性的石虎。「王陵」前左右拐角處有尤「望柱石」和「石燈」。

## 定陵寺
「定陵寺」(정릉사) 是在遷葬時建立，改建時復原，有「中門」、「塔」、「普光殿」、「極樂殿」和「龍華殿」。迴廊環繞，占地面積約30,000平方米。